# 尼科波利斯军区
尼科波利斯军区（希臘語：θέμα Νικοπόλεως，转写：thema Nikopoleōs）是拜占庭帝国位于希腊西北部的一个军区，囊括了埃托利亞-阿卡納尼亞及伊庇鲁斯地区。建立于9世纪下半叶，可能为886年以后，一直存续到1204年第四次十字军东征攻占君士坦丁堡，拜占庭帝国暂时瓦解。

## 历史
与巴尔干大部分地区一样，伊庇鲁斯地区自7世纪起涌入大量斯拉夫部落定居。7至9世纪之间的事情所知甚少，但是斯拉夫地名盛行表明该地区定居了大量斯拉夫人。另一方面，拜占庭仍控制着伊奧尼亞群島并建立了凯法利尼亚军区，作为重新控制该地区的基地，故当地较快地重新希腊化。
在此期间尼科波利斯军区建立，尽管确切时间无法确定。其可能建立于9世纪后半叶，843至899年（首次在腓洛迪俄斯的《瓊筵序次》中出现的时间）之间的某个时间。最有可能的是886年之后，皇帝利奥六世“智者”任期之内。印章学证据表明，该军区可能来源自伯罗奔尼撒军区下辖的分军区，不过历史学家沃伦·特里高德认为它曾经是凯法利尼亚军区的一部分。军区边界的具体细节并不明晰，但范围可能与纳夫帕克托斯都主教区大致相同，后者大约也在此时重组。
大约在930年，该地遭到保加尔人侵袭，并被短暂占领。后保加尔人又在沙皇薩穆爾带领下重返该地区，大约于980年夺取了其大部分，一直到安布拉基亚湾。在1018年皇帝巴西尔二世征服保加利亚后，在原保加利亚地区设立了独立的奥赫里德大主教。巴西尔二世还在如今希腊-阿尔巴尼亚边境地区设立了一些小的军区，管辖范围略多于一个要塞及其周边地区。根据约翰·斯基里泽斯描述，1040年，一位贪腐残暴的税务官员被杀害后，当地人因税收问题而进行起义，此地多数军区都加入了起义。
该地区在11世纪末期的拜占庭–诺曼战争中损失严重，阿尔塔遭到围攻，约阿尼纳甚至被罗伯尔·吉斯卡尔攻陷。军区则幸存至了1204年的第四次十字军东征时期。1198年的一份金玺诏书提及尼科波利斯、都拉齐翁以及约阿尼纳军区，并记载道其被进一步划分为属于教会、修道院以及个人的税区。当时的首府似乎为阿尔塔。
在《罗马帝国土地分割条例》一书中提及，（拜占庭沦陷后）尼科波利斯以及伊庇鲁斯大部被允诺给了威尼斯，但是后者在都拉其翁之外的地方几乎无力建立权威。希腊贵族米海尔·科穆宁·杜卡斯曾娶了尼科波利斯总督的女儿，并借此巩固了几年自己的统治。起先为威尼斯附庸，后成为一个独立君主。在其于1214/1245年离世时，其治下的伊庇魯斯專制國已经成为一个强大的国家，原尼科波利斯军区正是其统治中心。

## 地理
至9世纪末期，尼科波利斯军区囊括了今日希腊的埃托利亞-阿卡納尼亞专区以及伊庇鲁斯大部分地区。在古代晚期，此地区对应为旧伊庇鲁斯行省，以及亚该亚行省的埃托利亚。东部邻接希腊军区，可能沿着莫尔诺斯河与品都斯山脉西坡分界，北部为都拉其翁军区以及斯卡拉维尼亚。
尽管其名称如此，但其首府并非位尼科波利斯（该城当时已经因为斯拉夫人及阿拉伯人的入侵而化作废墟），而是纳夫帕克托斯。因该地是拜占庭经由亚得里亚海进入意大利南部的途径，故有一支馬代特人海軍部队。沃伦·特里德戈尔德估测在9至10世纪，军区步兵和海军士兵有1000名。

### 脚注
1. ↑  Soustal & Koder 1981，第50–52頁.
2. 1 2 3 4 5 6  Kazhdan 1991，第1485頁.
3. ↑  Soustal & Koder 1981，第53頁.
4. ↑  Fine 1994，第83頁; Treadgold 1995，第33, 76頁.
5. ↑  Soustal & Koder 1981，第37, 54頁.
6. 1 2 3  Soustal & Koder 1981，第55頁.
7. 1 2 3 4  Nesbitt & Oikonomides 1994，第9頁.
8. ↑  Fine 1994，第205頁; Soustal & Koder 1981，第55頁.
9. ↑  Soustal & Koder 1981，第56頁.
10. ↑  Soustal & Koder 1981，第58–60頁.
11. ↑  Soustal & Koder 1981，第59–61頁.
12. ↑  Soustal & Koder 1981，第54頁.
13. ↑  Pertusi 1952，第176頁.
14. ↑  Soustal & Koder 1981，第53–54頁.
15. ↑  Treadgold 1995，第67, 76, 110頁.

### 书籍
- Fine, John Van Antwerp. . Ann Arbor: University of Michigan Press. 1994  [2019-02-20]. ISBN 978-0-472-08260-5. （原始内容存档于2019-03-30）.
- Kazhdan, Alexander (编). . Oxford and New York: Oxford University Press. 1991. ISBN 978-0-19-504652-6.
- Nesbitt, John W.; Oikonomides, Nicolas (编). . Washington, DC: Dumbarton Oaks Research Library and Collection. 1994  [2019-02-20]. ISBN 0-88402-226-9. （原始内容存档于2020-07-26）.
- Pertusi, A. . Rome: Biblioteca Apostolica Vaticana. 1952 （意大利语）.
- Soustal, Peter; Koder, Johannes. . Vienna: Verlag der Österreichischen Akademie der Wissenschaften. 1981. ISBN 3-7001-0399-9 （德语）.
- Treadgold, Warren T. . Stanford, California: Stanford University Press. 1995  [2019-02-20]. ISBN 0-8047-3163-2. （原始内容存档于2020-06-01）.
- Zakythinos, Dionysios.  [拜占庭国家行政区划与行省研究]. Ἐπετηρίς Ἐταιρείας Βυζαντινῶν Σπουδῶν. 1941, 17: 208–274 （希腊语）.